# Campionati europei juniores di atletica leggera 2001
Il XVI Campionato europeo juniores di atletica leggera si è disputato a Grosseto, in Italia, dal 19 al 22 luglio 2001.

## Record registrati
| Atleta | Evento                          | Paese       | Record   | Tipo |
| --- | ------------------------------- | ----------- | -------- | ---- |
| Alexandr Ivanov                                                                                                | Lancio del giavellotto - uomini | Russia      | 80,18 m  | CR   |
| Tyrone Edgar Dwayne Grant Tim Benjamin Mark Lewis-Francis                                                      | Staffetta 4x100 m - uomini      | Regno Unito | 39"24    | CR   |
| Elvan Abeylegesse                                                                                              | 5.000 m - donne                 | Turchia     | 15'21"12 | CR   |
| Anastasiya Ilyina                                                                                              | Salto triplo - donne            | Russia      | 14,12 m  | CR   |
| Yelena Isinbayeva                                                                                              | Salto con l'asta - donne        | Russia      | 4,40 m   | CR   |
| Legenda: WR — Record del mondo · AR — Record continentale · CR — Record del campionato · NR — Record nazionale |                                 |             |          |      |

## Risultati
I risultati del campionato sono stati:

### Uomini
| Specialità | Oro                                                                           | Prestazione | Argento                                                             | Prestazione | Bronzo                                                                    | Prestazione |
| Corse piane |                                                                               |             |                                                                     |             |                                                                           |             |
| 100 metri (vento: 2,4 m/s) | Mark Lewis-Francis Gran Bretagna                                              | 10"09       | Tim Goebel Germania                                                 | 10"18       | Igor Blažević Croazia                                                     | 10"31       |
| 200 metri | Ronald Pognon Francia                                                         | 20"80       | Kevin Rans Belgio                                                   | 20"89       | Dwayne Grant Gran Bretagna                                                | 20"92       |
| 400 metri | Tim Benjamin Gran Bretagna                                                    | 46"43       | Johan Wissman Svezia                                                | 46"81       | Bastian Swillims Germania                                                 | 46"88       |
| 800 metri | René Herms Germania                                                           | 1'46"98     | Arnoud Okken Paesi Bassi                                            | 1'48"02     | Ricky Soos Gran Bretagna                                                  | 1'48"43     |
| 1.500 metri | Cosimo Caliandro Italia                                                       | 3'48"49     | Tomasz Babiszkiewicz Polonia                                        | 3'48"66     | Arturo Casado Spagna                                                      | 3'48"76     |
| 5.000 metri | Mo Farah Gran Bretagna                                                        | 14'09"91    | Bruno Saramago Portogallo                                           | 14'11"65    | Noel Cutillas Spagna                                                      | 14'12"43    |
| 10.000 metri | Vasyl Matviychuk Ucraina                                                      | 30'43"19    | Aliaksandr Nikalayuk Bielorussia                                    | 30'46"37    | Abdulrahman Kara Turchia                                                  | 31'00"36    |
| Corse a ostacoli |                                                                               |             |                                                                     |             |                                                                           |             |
| 110 metri ostacoli | Philip Nossmy Svezia                                                          | 13"81       | Sebastian Siebert Germania                                          | 13"83       | Dominic Girdler Gran Bretagna                                             | 14"16       |
| 400 metri ostacoli | Christian Duma Germania                                                       | 50"26       | Henning Hackelbusch Germania                                        | 50"76       | Mikhail Lipski Russia                                                     | 51"00       |
| 3000 metri siepi | Radosław Popławski Polonia                                                    | 8'46"36     | Mircea Bogdan Romania                                               | 8'49"76     | Hristóforos Meroúsis Grecia                                               | 8'51"87     |
| Staffette |                                                                               |             |                                                                     |             |                                                                           |             |
| Staffetta 4x100 m | Gran Bretagna Tyrone Edgar Dwayne Grant Timothy Benjamin Mark Lewis-Francis   | 39"24       | Francia Steve Bonvard Ronald Pognon Xavier Guillaume Ladji Doucouré | 39"76       | Polonia Mariusz Latkowski Marcin Świerczyński Krzysztof Koczoń Paweł Ptak | 39"96       |
| Staffetta 4x400 m | Polonia Marcin Marciniszyn Michał Matyjaszczyk Piotr Kędzia Karol Grzegorczyk | 3'06"12     | Gran Bretagna Robert Tobin Russell Nicholls Sam Ellis Tim Benjamin  | 3'06"21     | Spagna David Melo Diego Ruiz Jairo Vera Jorge Artal                       | 3'07"47     |
| Corse su strada |                                                                               |             |                                                                     |             |                                                                           |             |
| 10 km marcia | Yevgeniy Demkov Russia                                                        | 43'34"12    | Sergei Lystov Russia                                                | 43'39"46    | Benjamin Kuciński Polonia                                                 | 43'44"87    |
| Salti |                                                                               |             |                                                                     |             |                                                                           |             |
| Salto in alto | Andrei Chubsa Bielorussia                                                     | 2,23 m      | Jiri Krehula Rep. Ceca                                              | 2,21 m      | Mickaël Hanany Francia                                                    | 2,19 m      |
| Salto con l'asta | Dmitriy Kuptsov Russia                                                        | 5,55 m      | Kevin Rans Belgio                                                   | 5,50 m      | Stauros Kouroupacis Grecia                                                | 5,35 m      |
| Salto in lungo | Loúis Tsátoumas Grecia                                                        | 7,98 m      | Jan Zumer Slovenia                                                  | 7,72 m      | Dmitri Sapinski Russia                                                    | 7,72 m      |
| Salto triplo | Marian Oprea Romania                                                          | 16,65 m     | Jonathan Moore Gran Bretagna                                        | 16,43 m     | Viktor Yastrebov Ucraina                                                  | 16,43 m     |
| Lanci |                                                                               |             |                                                                     |             |                                                                           |             |
| Getto del peso | Michał Hodun Polonia                                                          | 18,23 m     | Robert Häggblom Finlandia                                           | 17,96 m     | Marco Fortes Portogallo                                                   | 17,86 m     |
| Lancio del disco | Michał Hodun Polonia                                                          | 57,95 m     | Arnost Holovsky Rep. Ceca                                           | 54,46 m     | Dzmitry Sivakou Bielorussia                                               | 54,23 m     |
| Lancio del martello | Krisztián Pars Ungheria                                                       | 69,42 m     | Alexei Elisseev Russia                                              | 68,32 m     | Eşref Apak Turchia                                                        | 67,56 m     |
| Lancio del giavellotto | Alexandr Ivanov Russia                                                        | 80,18 m     | Andreas Thorkildsen Norvegia                                        | 76,98 m     | Saku Kuusisto Finlandia                                                   | 76,98 m     |
| Prove multiple |                                                                               |             |                                                                     |             |                                                                           |             |
| Decathlon | Ladji Doucouré Francia                                                        | 7747 p.     | Lars Albert Germania                                                | 7683 p.     | Atis Vaisjuns Lettonia                                                    | 7497 p.     |
| miglior prestazione mondiale under 20; miglior prestazione mondiale stagionale under 20; record europeo; miglior prestazione europea stagionale; record europeo under 20; record europeo stagionale under 20; record dei campionati; record nazionale; record nazionale under 20; record nazionale under 18; record personale; record personale stagionale. |                                                                               |             |                                                                     |             |                                                                           |             |

### Donne
| Specialità | Oro                                                                        | Prestazione | Argento                                                                | Prestazione | Bronzo                                                                   | Prestazione |
| Corse piane |                                                                            |             |                                                                        |             |                                                                          |             |
| 100 metri (vento: 2,1 m/s) | Katchi Habel Germania                                                      | 11"24       | Gwladys Belliard Francia                                               | 11"50       | Amélie Huyghes Francia                                                   | 11"59       |
| 200 metri | Vernicha James Gran Bretagna                                               | 22"93       | Katchi Habel Germania                                                  | 23"38       | Maja Nose Slovenia                                                       | 23"60       |
| 400 metri | Tatyana Firova Russia                                                      | 52"94       | Lisa Miller Gran Bretagna                                              | 53"29       | Kim Wall Gran Bretagna                                                   | 53"52       |
| 800 metri | Lucia Klocová Slovacchia                                                   | 2'03"76     | Kerstin Werner Germania                                                | 2'03"99     | Tetyana Petlyuk Ucraina                                                  | 2'04"15     |
| 1.500 metri | Ljiljana Ćulibrk Croazia                                                   | 4'13"13     | Emma Ward Gran Bretagna                                                | 4'13"51     | Riina Tolonen Finlandia                                                  | 4'14"48     |
| 3.000 metri | Elvan Abeylegesse Turchia                                                  | 8'53"42     | Tatyana Chulakh Russia                                                 | 9'02"64     | Ulla Tuimala Finlandia                                                   | 9'07"35     |
| 5.000 metri | Elvan Abeylegesse Turchia                                                  | 15'21"12    | Elina Lindgren Finlandia                                               | 16'11"55    | Collette Fagan Gran Bretagna                                             | 16'16"39    |
| Corse a ostacoli |                                                                            |             |                                                                        |             |                                                                          |             |
| 100 metri ostacoli (vento: 2,1 m/s) | Gergana Stoyanova Bulgaria                                                 | 13"04       | Adrianna Lamalle Francia                                               | 13"08       | Lucie Škrobáková Rep. Ceca                                               | 13"30       |
| 400 metri ostacoli | Zofia Małachowska Polonia                                                  | 57"78       | Patrícia Lopes Portogallo                                              | 57"93       | Mariya Menshikova Russia                                                 | 58"83       |
| 2000 metri siepi | Catalina Oprea Romania                                                     | 6'34"89     | Gwendoline Després Francia                                             | 6'36"06     | Antje Hoffmann Germania                                                  | 6'36"67     |
| Staffette |                                                                            |             |                                                                        |             |                                                                          |             |
| Staffetta 4x100 m | Germania Nadine Hentschke Christa Kaufmann Kerstin Grötzinger Katchi Habel | 44"16       | Francia Amélie Huyghes Cecile Sellier Gwladys Belliard Adriana Lamalle | 44"37       | Gran Bretagna Danielle Norville Eleanor Caney Amy Spencer Vernicha James | 44"66       |
| Staffetta 4x400 m | Gran Bretagna Kim Wall Olivia Hines Vernicha James Lisa Miller             | 3'34"63     | Germania Eileen Müller Claudia Hoffmann Nadine Balkow Larissa Kettenis | 3'36"20     | Romania Diana Koroszi Liliana Barbulescu Norica Manafu Maria Rus         | 3'41"12     |
| Corse su strada |                                                                            |             |                                                                        |             |                                                                          |             |
| 10 km marcia | Tatyana Kozlova Russia                                                     | 46'22"67    | Athanasia Tsoumeleka Grecia                                            | 46'29"20    | Beatriz Pascual Spagna                                                   | 46'49"81    |
| Salti |                                                                            |             |                                                                        |             |                                                                          |             |
| Salto in alto | Ramona Pop Romania                                                         | 1,92 m      | Anna Chicherova Russia                                                 | 1,90 m      | Anna Ksok Polonia                                                        | 1,90 m      |
| Salto con l'asta | Yelena Isinbayeva Russia                                                   | 4,40 m      | Natalya Kushch Ucraina                                                 | 4,15 m      | Vanessa Boslak Francia                                                   | 4,15 m      |
| Salto in lungo | Anastasiya Ilyina Russia                                                   | 6,38 m      | Alina Militaru Romania                                                 | 6,32 m      | Katarzyna Klisowska Polonia                                              | 6,26 m      |
| Salto triplo | Anastasiya Ilyina Russia                                                   | 14,12 m     | Athanasia Perra Grecia                                                 | 13,73 m     | Viktoriya Gurova Russia                                                  | 13,68 m     |
| Lanci |                                                                            |             |                                                                        |             |                                                                          |             |
| Getto del peso | Natalya Khoroneko Bielorussia                                              | 16,92 m     | Kristin Marten Germania                                                | 16,02 m     | Claudia Villeneuve Francia                                               | 15,82 m     |
| Lancio del disco | Natalya Fokina Ucraina                                                     | 56,69 m     | Vera Begić Croazia                                                     | 55,02 m     | Olga Chernogorova Bielorussia                                            | 54,49 m     |
| Lancio del martello | Ivana Brkljačić Croazia                                                    | 64,18 m     | Martina Danišová Slovacchia                                            | 61,97 m     | Berta Castells Spagna                                                    | 61,04 m     |
| Lancio del giavellotto | Halina Kakhava Bielorussia                                                 | 55,40 m     | Goldie Sayers Gran Bretagna                                            | 55,40 m     | Marion Bonaudo Francia                                                   | 53,71 m     |
| Prove multiple |                                                                            |             |                                                                        |             |                                                                          |             |
| Eptathlon | Carolina Klüft Svezia                                                      | 6022 p.     | Maren Freisen Germania                                                 | 5956 p.     | Olga Karas Russia                                                        | 5745 p.     |
| miglior prestazione mondiale under 20; miglior prestazione mondiale stagionale under 20; record europeo; miglior prestazione europea stagionale; record europeo under 20; record europeo stagionale under 20; record dei campionati; record nazionale; record nazionale under 20; record nazionale under 18; record personale; record personale stagionale. |                                                                            |             |                                                                        |             |                                                                          |             |

## Medagliere
Legenda
     Paese ospitante
| Posizione | Paese         | Oro | Argento | Bronzo | Totale |
| --------- | ------------- | --- | ------- | ------ | ------ |
| 1         | Russia        | 8   | 4       | 5      | 17     |
| 2         | Gran Bretagna | 6   | 5       | 6      | 17     |
| 3         | Polonia       | 5   | 1       | 4      | 10     |
| 4         | Germania      | 4   | 9       | 2      | 15     |
| 5         | Romania       | 3   | 2       | 1      | 6      |
| 6         | Bielorussia   | 3   | 1       | 2      | 6      |
| 7         | Francia       | 2   | 5       | 5      | 12     |
| 8         | Ucraina       | 2   | 1       | 2      | 5      |
| 9         | Croazia       | 2   | 1       | 1      | 4      |
| 10        | Svezia        | 2   | 1       | 0      | 3      |
| 11        | Turchia       | 2   | 0       | 2      | 4      |
| 12        | Grecia        | 1   | 2       | 2      | 5      |
| 13        | Slovacchia    | 1   | 1       | 0      | 2      |
| 14        | Bulgaria      | 1   | 0       | 0      | 1      |
| 14        | Ungheria      | 1   | 0       | 0      | 1      |
| 14        | Italia        | 1   | 0       | 0      | 1      |
| 17        | Finlandia     | 0   | 2       | 3      | 5      |
| 18        | Portogallo    | 0   | 2       | 1      | 3      |
| 18        | Rep. Ceca     | 0   | 2       | 1      | 3      |
| 20        | Belgio        | 0   | 2       | 0      | 2      |
| 21        | Slovenia      | 0   | 1       | 1      | 2      |
| 22        | Paesi Bassi   | 0   | 1       | 0      | 1      |
| 22        | Norvegia      | 0   | 1       | 0      | 1      |
| 24        | Spagna        | 0   | 0       | 5      | 5      |
| 25        | Lettonia      | 0   | 0       | 1      | 1      |
| Totale    | Totale        | 44  | 44      | 44     | 132    |